# Camille Razat
Camille Emilie Razat (Saint-Jean, 1 de março de 1994) é uma atriz e modelo francesa. Ela é conhecida por interpretar Lea Morel no drama da France 2, Disparue, e por interpretar Camille na série de televisão da Netflix, Emily in Paris.

## Biografia
Camille Razat nasceu em Saint-Jean, Haute-Garonne. Ela é filha de Patrick Razat, o diretor da empresa Mécahers e da sofrologista Catherine Cantegrel. Ela completou os estudos no Lycée Saint-Sernin em Toulouse.

### Carreira
Ela começou sua carreira como modelo aos 16 anos, depois deu seus primeiros passos como atriz na série de televisão Disparue, transmitida pela France 2 na primavera de 2015.
Ela fez sua estreia no teatro em 2018 em Mathurins em uma encenação de Volker Schlöndorff do monólogo de Amanda Sthers intitulado Le Vieux Juif Blonde.
Em 2020, é revelada internacionalmente ao interpretar Camille na série da Netflix, Emily in Paris. Depois disso, ela está no elenco da segunda, depois da terceira temporada.
Seguindo a notoriedade trazida pela série, ela se torna em 2021 a nova embaixadora internacional da L'Oréal Paris.

## Filmografia

### Cinema
| Ano  | Título               | Diretor             | Papel                       | Notas |
| ---- | -------------------- | ------------------- | --------------------------- | ----- |
| 2017 | Rock'n Roll          | Guillaume Canet     | uma garota da boate noturna | Filme |
| 2018 | Ami-ami              | Victor Saint Macary | Julie                       | Filme |
| 2018 | The 15:17 to Paris   | Clint Eastwood      | a hospedeira do trem        | Filme |
| 2018 | L'amour est une fête | Cédric Anger        | Caprice                     | Filme |
| 2019 | Girls with Balls     | Olivier Alfonso     | Liseg                       | Filme |
| 2021 | Les Choses humaines  | Yvan Attal          | Quitterie                   | Filme |
| 2022 | Mastemah             | Didier D. Daarwin   | Louise                      | Filme |

| Ano  | Título              | Diretor        | Papel         | Notas |
| ---- | ------------------- | -------------- | ------------- | ----- |
| 2014 | La Dernière Virée   | Cyril Manzini  | Sacha         |       |
| 2018 | Bug                 | Cédric Prévost | Camille Engel |       |
| 2018 | L'eau dans les yeux | Jeanne Sigwalt | Judith        |       |

### Televisão
| Ano  | Título            | Papel            | Notas           |
| ---- | ----------------- | ---------------- | --------------- |
| 2015 | Disparue          | Léa Morel        | Papel principal |
| 2015 | Capitaine Marleau | Salome Delevigne | 1 episódio      |
| 2020 | Emily in Paris    | Camille          | Papel principal |

| Ano  | Título    | Notas                                |
| ---- | --------- | ------------------------------------ |
| 2019 | Promesses | no canal do Youtube de Bigflo et Oli |

| Ano  | Título            | Diretor     | Papel                    | Notas |
| ---- | ----------------- | ----------- | ------------------------ | ----- |
| 2022 | Diane de Poitiers | Josée Dayan | Maria Stuart aos 17 anos |       |

## Teatro
| Ano  | Título               | Diretor (a)   | Notas                                                    |
| ---- | -------------------- | ------------- | -------------------------------------------------------- |
| 2018 | Le Vieux Juif blonde | Amanda Sthers | encenação de Volker Schlöndorff no Théâtre des Mathurins |